# Was, du willst nicht?
Was, du willst nicht? (Originaltitel: The Main Event) ist eine US-amerikanische Filmkomödie von Howard Zieff aus dem Jahr 1979.

## Handlung
Hillary Kramer (gespielt von Barbra Streisand) ist eine in der Parfümbranche tätige Unternehmerin. Einer ihrer Mitarbeiter veruntreut die Firmengelder und setzt sich nach Südamerika ab. Kramer verbleibt ein Vertrag mit dem Profiboxer Eddie Scanlon, der Einnahmen bringen soll.
Kramer und Scanlon beginnen eine Beziehung. Später streiten sie und beschließen, sich aufs Geschäftliche zu beschränken. Der Vertrag soll nach einem gewonnenen wichtigen Kampf aufgelöst werden.
Es kommt zum Kampf, in dem Scanlon führt. Kramer wirft plötzlich das Handtuch, was das Zeichen der Kapitulation ist. Der Gegner Scanlons wird zum Sieger erklärt. Kramer und Scanlon küssen sich.

## Kritiken
Roger Ebert schrieb in der Chicago Sun-Times vom 26. Juni 1979, der Film habe weder das „Leben“ noch sei „kasperhaft“ genug, wie dies eine Screwball-Comedy verlange. Die Situationen seien „kalkuliert“, die Chemie zwischen Barbra Streisand und Ryan O’Neal stimme nicht. Der von Barbra Streisand gespielte Charakter befinde sich zu sehr im Mittelpunkt.
Das Lexikon des internationalen Films schrieb, die Inszenierung sei „plump“, die Komik und der Witz der Dialoge seien „dürftig“.

## Auszeichnungen
Der Song The Main Event gewann im Jahr 1980 den People’s Choice Award und wurde für den Golden Globe Award nominiert.

## Hintergrund
Die Dreharbeiten fanden in Kalifornien statt. Der Film spielte in den Kinos der USA ca. 42,8 Millionen US-Dollar ein.